# Arte interactivo

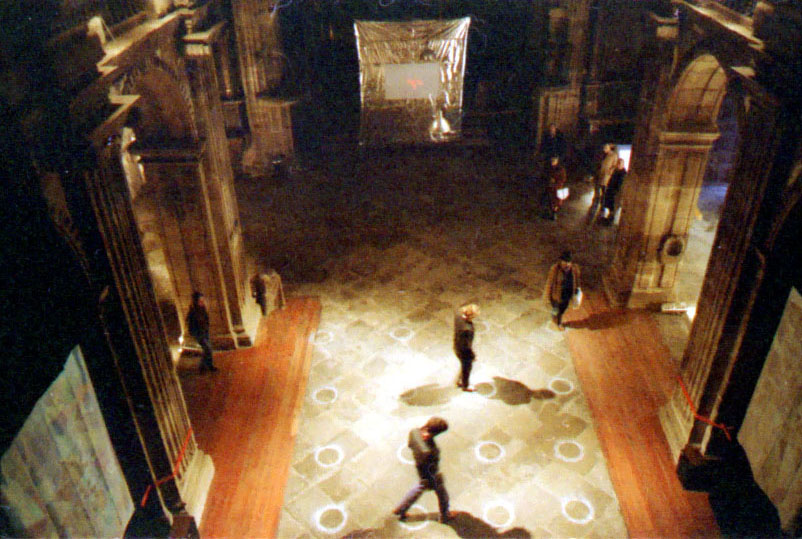
Cámara de Música, espacio sonoro y visual interactivo de Jean-Robert Sedano y Solveig de Ory, 1984, Collegiata San Juan Bautista, Gijón (España).

El arte interactivo es una práctica artística que utiliza las tecnologías electrónicas y/o digitales (audiovisuales, computarizadas, telemáticas) interactivas, es decir, basadas en interfaces técnicas, que permiten establecer relaciones dialógicas entre el público y la obra o sistema. Algunas tendencias artísticas han establecido vínculos entre obra y espectador de las más diversas maneras, buscando, así, acentuar el carácter compartido de la creación. "Arte interactivo designa a prácticas artísticas en las cuales participa el espectador de modo directo en la realización de la obra, no simplemente como intérprete o receptor. Algunas esculturas se clasifican como tal, al permitir que el observador camine sobre, en, o alrededor de la obra. Otros ejemplos incluyen ciertas computadoras y detectores de movimiento, y otros, sensores en instalaciones interactivas." 

Los hipermedia, los sistemas de realidad virtual, los sistemas telemáticos, los sistemas de Inteligencia Artificial o de Vida Artificial son empleados en diversas instalaciones interactivas, que crean elementos y espacios específicos en los que el interactor puede participar. La estructura abierta del sistema, el dinamismo, la relación espacio-temporal y la acción constituyen los focos esenciales de estos sistemas complejos y pluridimensionales, en los que el público desempeña, con su acción en el contexto de la obra, un papel fundamental.
Claudia Giannetti (2001)

Claudia Giannetti agrupa las diversas manifestaciones performáticas con las nuevas tecnologías audiovisuales y los sistemas interactivos bajo el término Metaformance, con la tendencia general a potenciar el desarrollo de la interfaz entre la obra y el espectador/partícipe, que permitiera la comunicación dialógica entre ambos.
Los ejemplos incluyen ciertas computadoras y detectores de movimiento y otros sensores en instalaciones interactivas. Muchas obras de net.art, software art y arte electrónico pueden ser consideradas interactivas dependiendo del grado de envolvimiento del usuario. A veces los visitantes pueden explorar un ambiente de hipertexto.
Dentro del arte interactivo se rompe la barrera de la obra y el espectador, ya no se trata ya de materia y de forma, del trazo físico del gesto, del cuerpo del artista, sino de trayectos y proyectos, de imágenes y movimientos que transcurren en un espacio temporal. Así, «estas nuevas formas de expresión tienen la capacidad potencial de revelar la relación cambiante que establecemos con el espacio y el tiempo».

«El arte interactivo subvierte el sistema objetual estable y concluido por el artista, un sistema predominante en nuestra cultura occidental y en sus manifestaciones artísticas. Se trata, al fin y al cabo, de instaurar un canal de intercambio de información entre obra, espectador y entorno que llegue a configurar una red dialógica lo suficientemente abierta, por la cual no sólo circulen los datos, sino mediante la cual se logre la comunicación.»
Claudia Giannetti (2002)

## Interactividad Mecánica-Eléctrica
Hace referencia a la utilización de ejes, ruedas, engranajes y muelles para la construcción de sistemas que se accionan mediante palancas. Claros exponentes los encontramos en los móviles de Alexander Calder y Joan Miró. 
"Sobra la falta", instalación robótica interactiva, Grupo Biopus (Ganadora del Gran Premio a las Nuevas Tecnologías. Premios Mamba Fundación Telefónica 5° Edición.

## Interactividad electrónica
A mediados del siglo XX, el gran auge de los medios de comunicación de masas y un público acostumbrado a la utilización de este lenguaje, dan pie a la creación de objetos artísticos con sensores, sistemas de grabación y reproducción de audio y vídeo.

## Interactividad informática
Se incluye dentro de la evolución de la creación y reproducción de imágenes a partir de tecnologías digitales, deteniéndose en la influencia y alcance que tiene el uso de técnicas computarizadas en las prácticas artísticas contemporáneas. Parte de cómo las tecnologías de la información y la comunicación (TIC) están modificando el modo en que hacemos arte dando lugar a nuevas modalidades de expresión, tales como el arte interactivo, el net-art y los videojuegos. La interacción a partir de sistemas informáticos consiste en un proceso que define el hardware, los programas o las condiciones de despliegue de las operaciones, que permiten acciones recíprocas en modo conversacional o dialógico con usuarios o con aparatos.
Se trata de expandir el concepto de la obra abierta. Según este término, descrito por el teórico italiano Umberto Eco, la obra de arte se presenta ante el espectador solo parcialmente terminada de forma que cada individuo la complete y enriquezca con sus propias aportaciones. Con esto se sustituye el arte para todos, propio de las vanguardias históricas, por el arte por todos.
Roy Ascott, pionero en la cibernética, la telemática y la interactividad en el arte, ha generado algunos de los más importantes proyectos en red. En estos nuevos conceptos y trabajos artísticos el museo objetual y la galería de arte como contenedor dan paso al museo virtual o puesto en Internet.
La interfaz es un concepto fundamental en los sistemas interactivos. Para Claudia Giannetti, especialista en arte y tecnología, «la interacción con base en la interfaz humano-máquina marca, por una parte, un cambio de las formas de comunicación mediante el empleo de los medios tecnológicos, que incide en el replanteamiento del factor temporal (tiempo real, tiempo simulado, tiempo híbrido), en el énfasis en la participación intuitiva, en la generación de efectos de inmersión y translocalidad, y en la necesidad de la traducción de procesos codificados. Por otra parte, da testimonio de la transformación de la cultura basada en las estructuras narrativas lineales, hacia la cultura “digital”, orientada a lo visual, sensorial, retroactivo, no-lineal y virtual».

## Interactividad en los videojuegos
Los juegos de vídeo son medios de entretenimiento informático de éxito masivo, muchos juegos alcanzan altos niveles de creatividad audiovisual que los emparentan con formas de expresión artística. Éstos están compuestos de diversas ramas de arte desglosadas en su pura esencia lógica y creativa, que distintos autores con disciplinas complejas ejercen apoyándose de la ludología y la tecnoligía para lograr empatía con el espectador.  

Los videojuegos preanuncian la creación de un nuevo lenguaje cinético en el que se conjugan todas las posibilidades expresivas que ofrecen las técnicas de representación digital: riqueza visual y sonora, interactividad y capacidad narrativa
Diego Levis

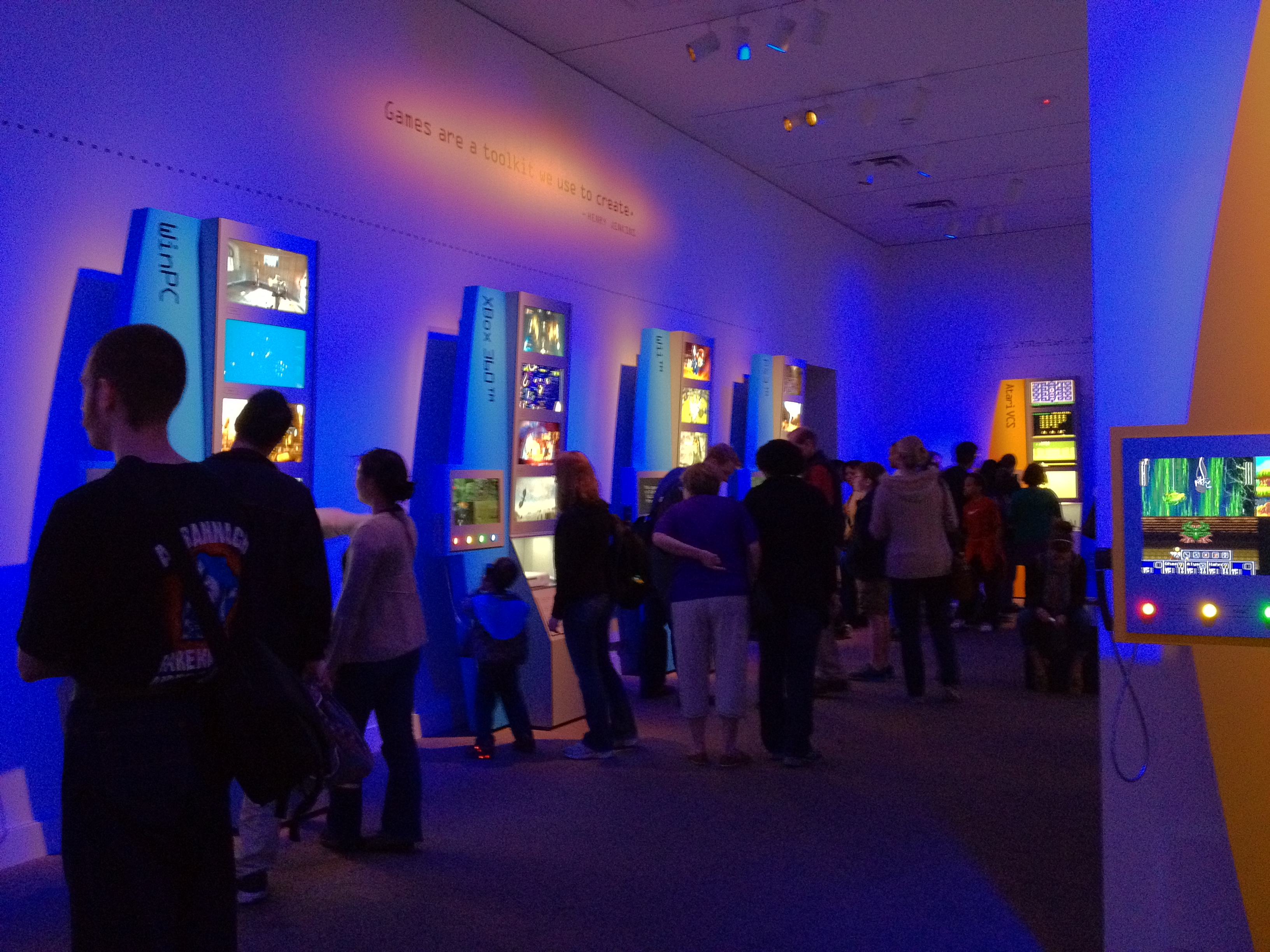
Visitantes en la exhibición de videojuegos en el Smithsonian American Art Museum.

La amplia difusión en la vida cotidiana así como los objetos culturales en los que se han convertido, atrajo la atención de agentes del mundo artístico donde la interacción ha nutrido ambas partes; aportando estéticas definidas, maneras de representar el espacio o personajes dentro de los juegos, como ha llevado a protagonizar películas cinematográficas (por ejemplo Lara Croft) y han recreado géneros como el de aventuras y han dado lugar a la implementación de técnicas nuevas para la creación de arte al conformar un campo denominado Game Art.
El concepto de los videojuegos como forma de arte es discutido por muchos, desde una perspectiva filosófica a pesar de la contribución de elementos expresivos como gráficos, narraciones y música, así como por crear experiencias emocionales para el jugador. 

## Museos interactivos
"Actualmente los museos son espacios que coleccionan, preparan, preservan, estudian y exhiben exposiciones. [...] Hoy en día los museos deben ser vehículo de comunicación y enlace entre las artes, las ciencias, la historia y la sociedad. Son preservadores de colecciones que además se dedican al estudio e investigación de las mismas."  En su época estaban reservados a la clase alta, por cuestiones de dinero y conocimiento. Hoy en día, cualquier persona puede entrar en el museo puesto que el arte no está restringido a unos pocos. Es común afirmar que no entendemos las obras de arte, sobre todo aquellas que no son figurativas. Estas dudas frente a una obra de arte pueden incomodar o atraer al espectador. A aquellos que les incomoda optaran por no visitar museos, los cuales cada vez quedan más vacíos. Para recuperar la ausencia del público y llamar la atención de éste, los museos optan por incorporar la interacción no solo en las obras de arte sino también en el propio museo. Para hacerlo, la tecnología es fundamental, puesto que permite incorporar la realidad virtual, multimedia, visitas guiadas virtuales, explicaciones a través de ordenadores donde el usuario hace clic donde le interesa tener una explicación, etc. Un buen ejemplo sería el caso del CosmoCaixa, a pesar de ser un museo científico, mediante a la experimentación del público con el aire, la gravedad, los animales que se encuentran dentro...el espectador aprende de forma interactiva. Por otro lado, habrá muchos museos que además de ser interactivos serán inmersivos, pero no se deben confundir ambos términos.

## Impacto
El impacto estético de este tipo de art, fue más profundo de lo que se esperaba. Los seguidores del arte interactivo más "tradicional" vieron en el uso de los ordenadores, una manera de equilibrar las deficiencias artísticas. Otros consideraran que este arte, ya no solo consiste en la creación de la forma formal, sino en el diseño de las reglas que determinen la evolución de la forma teniendo en cuenta la calidad del diálogo. 